# Fédération syndicale étudiante (2000)
Pour les articles homonymes, voir Fédération syndicale étudiante.
La Fédération syndicale étudiante (FSE) est un syndicat étudiant français se réclamant du syndicalisme de lutte, « de classe » et « de masse ». Issue de l'UNEF-SE en 2000, elle fusionne en 2013 avec la fédération SUD Étudiant pour former une nouvelle fédération nommée Solidaires étudiant-e-s - Syndicats de Luttes.
La FSE est généralement classée comme proche de l'extrême gauche,,. La FSE se positionne comme un syndicat opposé au capitalisme, laïc, « anti-impérialiste » et « anti-sexiste » et estime que « seule la lutte et la grève générale sont à même de venir à bout du système capitaliste ».

## Historique

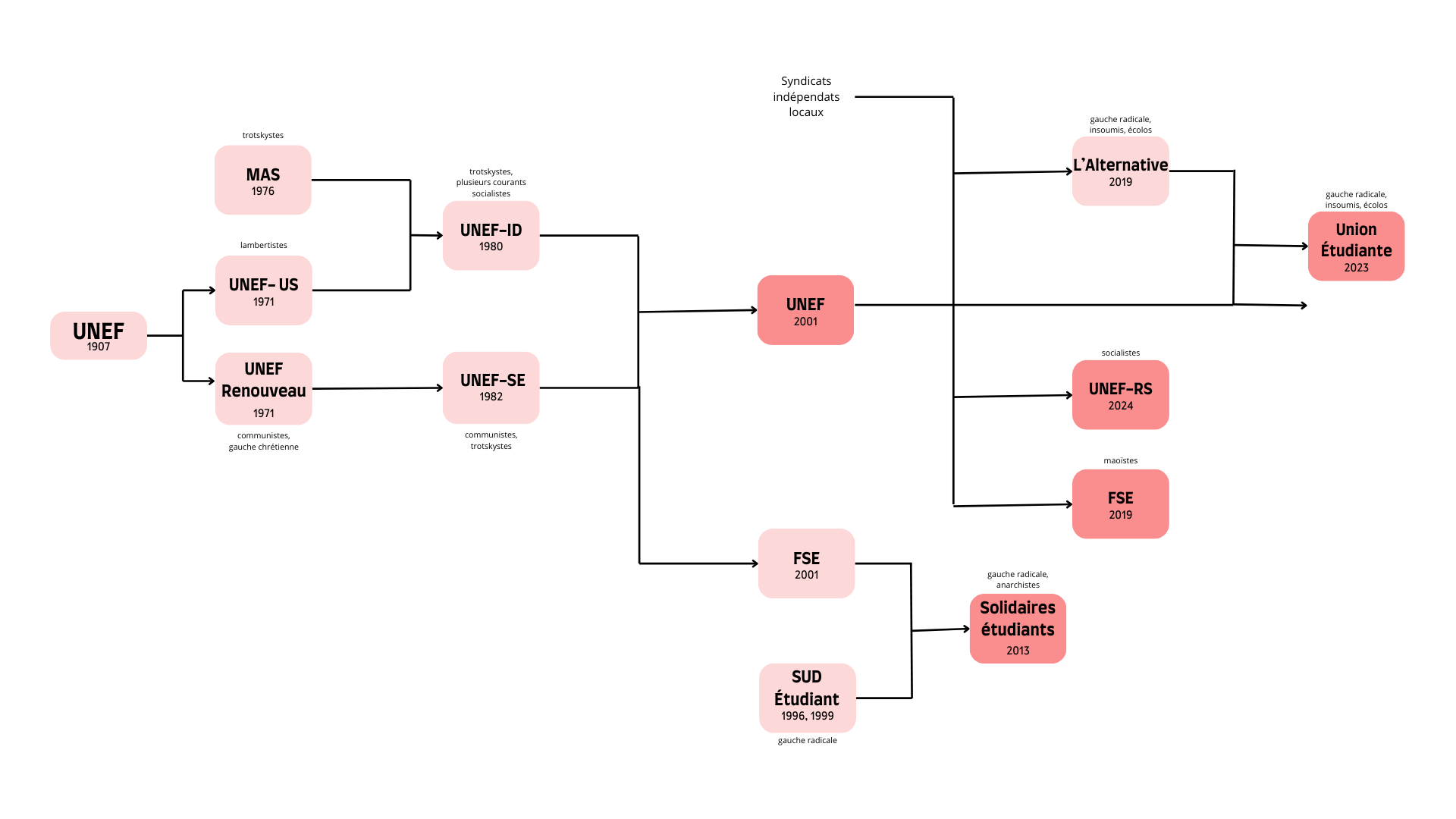
Évolution des syndicats étudiants français entre 1970 et 2025.

La FSE première du nom a été fondée en juin 2000 à Caen. La création de la première FSE a été déclenchée entre autres par la transformation progressive de l'orientation de l'UNEF-SE vers un syndicalisme considéré « de cogestion ». Cette tendance allait se confirmer après le Congrès de Pantin de 1999 où les clivages internes de l'UNEF-SE étaient apparus avec force, notamment sur les orientations. 
Durant les deux années qui ont suivi ce Congrès, de nombreuses sections se sont opposées aux orientations et aux méthodes syndicales que la direction cherchait à imposer (en contradiction avec certaines décisions prises lors du Congrès de Pantin) ; tout ceci dans le but d'amener à l'unification avec l'UNEF-ID. De nombreuses sections de l'UNEF-SE étaient opposées à cette unification du fait de « l'orientation non-syndicale » qu'elle sous-tendait. Lors du Congrès de Pantin, Limoges, la plus ancienne des sections de l'UNEF-SE quitte l'UNEF-SE en plein Congrès. Elle sera rejointe peu après le Congrès par la section de Pau. Elle sera à l'origine de la création de Solidarité Étudiante. 
La section de Caen (UNEF-ACE) décida, après moult tentatives avec d'autres sections oppositionnelles (Rouen, Dijon, Pau, Paris IV…) à la direction nationale, de renverser la tendance, mais en vain. C'est cette même section de Caen qui a décidé alors de cofonder la FSE au mois de juin 2000 avec la section UNEF-SE de Dijon (reprenant une initiative lancée en mars 2000 par le SEUL, Syndicat étudiant unitaire et laïque, de Montpellier, qui rejoint la FSE). Cette organisation syndicale a pris en charge la publication des Bases fondamentales du syndicalisme étudiant.
Par la suite le but du syndicat a été de défendre les étudiants et de travailler à son développement en tentant de rassembler les différentes sections de l'ancienne UNEF-SE qui avaient refusé l'unification avec l'UNEF-ID, ainsi que différents syndicats étudiants de lutte. Peu à peu, le nombre des sections FSE présentes dans les universités a augmenté et de nouvelles bases syndicales ont été élaborées. 
Puis, une nouvelle FSE a été fondée à Limoges en 2003, unifiant plusieurs syndicats : l'ancienne FSE bien sûr (Caen, SEUL-FSE Montpellier, Dijon, Paris 3, Besançon, Bordeaux, Chaîne étudiante Saint-Denis), la fédération Solidarité Étudiante  (AGEL Limoges, Pau, et l'AGET Toulouse) qui avait quitté l'UNEF-SE après le Congrès de Pantin en 1999, et Oxygène Paris 1 (qui avait créé le réseau UNEF-Résistance syndicale en janvier 2002 avec deux anciennes section de l'UNEF-SE : Evry et Lille). En 2006, l'Union Générale des Étudiants de Grenoble a adhéré à la FSE.
En 2007, c'est la FSE d'Aix-en-Provence et de Marseille, et la FSE-Amiens qui ont rejoint la fédération. En 2008, la FSE Orléans et la FSE Paris VII rejoignent la fédération. Enfin, en 2009 la FSE Reims et la FSE Grenoble (ASEG-FSE, Action Syndicale des Étudiants de Grenoble, fondée en juin 2009) rejoignent la fédération. Dans le même temps, pour des raisons pratiques, La FSE Aix-Marseille, se divise en deux sections: la FSE Aix et la FSE Marseille.
En janvier 2013, la FSE fusionne avec SUD étudiant.

## Organisation
L'organisation est généralement considérée comme proche de l'extrême-gauche par la presse.
Dans un article de l'AEF consacré aux organisations étudiantes, le président du GERME et le président de la Cité des mémoires étudiantes catégorisent la FSE (et SUD Étudiant) comme une structure étant dans l'« espace critique du syndicalisme dit « institutionnel » ». Dans le même ordre d'idées, Geneviève Genicot, dans un document de 2007 relatif aux résistances aux processus de Bologne qualifie la FSE (et SUD Étudiant) comme appartenant en Europe au groupe des syndicats étudiants les plus extrêmes sur cette question.
Pour sa part, la FSE se définit elle comme un syndicat de lutte.

### Relations avec les autres organisations
La FSE cherche à favoriser les convergences des syndicats de lutte, ce qui explique qu'elle cosigne certains de ses tracts avec un nombre restreint d'organisations étudiantes comme SUD Étudiant, l'AGEN mais aussi avec les syndicats de personnels IATOS ou enseignants comme la CGT éduc'action, SUD éducation, la CNT FTE et Emancipation. Elle cherche à construire une alternative tant au niveau des méthodes que des orientations syndicales, rompant ainsi avec les syndicats étudiants, qu'elle juge peu revendicatifs, tel que l'Unef ou la Cé.
Au niveau international la FSE a des contacts avec différents syndicats étudiants notamment l'ASSÉ au Québec, la FNEB au Bénin et le Syndicat Indépendant des Écoliers, Étudiants et Apprentis (SISA) en Suisse et travailleurs comme l'UGTG en Guadeloupe.
À l'automne 2007, la FSE participe à la création du CECAU (collectif étudiant contre l'autonomie des universités) avec d'autres organisations de jeunesse (JCR, UEC, SUD Étudiant), qui fut actif dans le premier mouvement étudiant contre la loi LRU.

### Représentativité

#### Représentation nationale
La FSE n'a jamais été considérée comme étant un syndicat représentatif dans le monde étudiant car elle n'a disposé d'aucun élu au sein du CNOUS ou du CNESER. La FSE a déposé plusieurs fois des listes en CNESER entre 2002 et 2012 et souvent avec SUD Étudiant sans jamais d'élu.
| Année | Voix | %    | Sièges | Rang | Commentaire                     |
| ----- | ---- | ---- | ------ | ---- | ------------------------------- |
| 2002  | 119  | 7    | 0 / 11 | 5e   | Liste commune avec SUD Étudiant |
| 2004  | 50   | 2,65 | 0 / 11 | 7e   |                                 |
| 2006  | 68   | 3,5  | 0 / 11 | 6e   | Liste commune avec SUD Étudiant |
| 2008  | 131  | 6,5  | 0 / 11 | 6e   | Liste commune avec SUD Étudiant |
| 2010  | 104  | 5,06 | 0 / 11 | 6e   | Liste commune avec SUD Étudiant |
| 2012  | 54   | 3,31 | 0 / 11 | 6e   | Liste commune avec SUD Étudiant |

#### Représentation locale
La FSE a remporté les élections au Conseil d'administration et au Conseil des études et de la vie universitaire de l'Université Lumière Lyon 2 lors des élections étudiantes organisées dans cette université en 2008. Bien que l'UNEF ait obtenu plus d'élus en tenant également compte du Conseil scientifique, la FSE avait la majorité relative des voix sur l'ensemble de l'établissement. L'UNEF retrouve sa position dominante dans les conseils centraux de cette université au terme des élections des 9 et 10 mars 2010, position confirmée en 2012, la FSE arrivant en deuxième position en 2010 et en quatrième en 2012[réf. souhaitée].
Elle est également majoritaire dans un certain nombre d'universités[réf. nécessaire] où elle est implantée, comme Toulouse II-Le Mirail sur une liste commune avec SUD Étudiant même si globalement, elle est présente dans peu d'universités. Elle fut majoritaire dans les conseils centraux de Caen de 2002 à 2005 où elle était majoritairement implantée[réf. nécessaire].

#### Implantations locales
- AGEL-FSE, Association Générale des Étudiants de Limoges
- AGET-FSE, Association Générale des Étudiants de Toulouse
- ASEG-FSE, Action Syndicale des Étudiants de Grenoble
- FSE-Aix
- FSE-Besancon
- FSE-Caen
- FSE-Lyon
- FSE-Marseille
- FSE-Reims
- FSE-Rouen
- UGED-FSE, Union Générale des Étudiants de Dijon
- USEP-FSE, Union Syndicale des Étudiants de Pau
- FSE-Nanterre

## Positionnement
Ce syndicat se réclame du « syndicalisme de lutte » se démarquant du syndicalisme dit « de cogestion ». Il revendique l'abrogation de la réforme LMD, et de façon plus générale, l'abrogation de toute la législation qui a instauré puis développé l'autonomie des universités (notamment les lois Faure de 1968 et Savary de 1984). La première action nationale de la nouvelle FSE a été, dès la première année universitaire suivant son congrès de refondation (2003-2004), d'appeler à une journée d'action contre le projet Ferry d'autonomie des universités suivant l'appel relayé par d'autres organisations étudiantes. Les militants de la FSE se sont investis en 2006 contre la loi sur l’égalité des chances. La grève et les piquets de grèves sont pour la FSE le moyen  d'établir un rapport de forces afin d’obtenir gain de cause sur des revendications. Les militants de la FSE ont œuvré à l'auto-organisation du mouvement, disant ainsi s'opposer au point de vue de l'UNEF.
La FSE se positionne contre le processus de Bologne (lancé en 1999) qui organise au niveau européen les attaques  contre les acquis des travailleurs et pour soumettre l'enseignement supérieur aux intérêts du capital (« capitalisation » de l'enseignement supérieur) et s'est donc prononcé contre le Traité constitutionnel européen. Il refuse les différentes orientations contenues dans les traités européens, considérant qu'ils portent atteinte au service public de l'éducation, qu'ils remettent en cause la gratuité des études, renforcent la sélection sociale et les discriminations, instituent la rentabilité et la marchandisation comme règles au détriment de la qualité des enseignements et de la reconnaissance des diplômes.
Comme syndicat anti-impérialiste, et donc internationaliste, elle affirme soutenir la lutte de tous les peuples opprimés, et prend ouvertement position en faveur du peuple palestinien, guadeloupéen ou encore de Kanaky.
La FSE a participé activement au mouvement contre la loi LRU, en automne 2007 et en hiver/printemps 2009.

## Initiatives proches
Le Syndicat étudiant unitaire et laïque (ou SEUL) est un syndicat étudiant fondé à Montpellier en 1996 (à la suite de la grève étudiante de novembre-décembre 1995), se fixant comme but la reconstruction du syndicalisme de lutte. 
Il a publié de 1997 à 2002 le journal La Canonnière (avec notamment une rubrique novlangue). Il a publié les Bases fondamentales du syndicalisme étudiant[pertinence contestée].
Le SEUL a participé en 2000 à la création de la Fédération syndicale étudiante, changeant de nom pour s'appeler SEUL-FSE puis FSE-Montpellier[réf. souhaitée].
Le SEUL a adopté comme slogan « une attaque contre un seul est une attaque contre tous »[pertinence contestée], slogan des IWW américains, repris par les dockers de Liverpool[réf. souhaitée]. La FSE-Montpellier a disparu en 2006.
La Fédération des Syndicats Étudiants Unitaires et Laïques (FSEUL) est un syndicat étudiant français, fondé en août 2004 par les militants de la FSE-Paris 3, à la suite du congrès national de la FSE-SE. En 2006, la FSEUL s'est rebaptisée SEUL (Syndicat Étudiant Unitaire et Laïque). Se voulant être un pôle pour la reconstruction du syndicalisme étudiant sur la base de l'indépendance politique et financière du syndicat (vis-à-vis de l'État et des subventions administratives), le SEUL a pour mot d'ordre « pour un enseignement public, laïc et gratuit pour tous, de la maternelle à l'université ». Il n'a aucun rapport avec le SEUL historique créé en 1996 à Montpellier. Il n'est présent que sur une seule université[réf. souhaitée].

## Homonymie à la suite d'une dissidence au sein de l'UNEF
En mai 2019, la Tendance Unité et Action syndicale (TUAS), et une partie de la Tendance Majorité Nationale (TMN), scissionnent de l'UNEF, et fondent une nouvelle organisation syndicale étudiante, nommée également Fédération syndicale étudiante. Cette « nouvelle » FSE n'a toutefois pas de lien organique ou revendicatif, avec la FSE « historique ».